# بخش آلتو اینامباری
بخش التو اینامباری (به اسپانیایی: Alto Inambari District) یک سکونتگاه مسکونی در پرو است که در منطقه پونو واقع شده‌است.

## خصوصیات
بخش التو اینامباری ۱٬۱۲۴٫۸۸ کیلومترمربع مساحت و ۸٬۸۴۱ نفر جمعیت دارد و ۱٬۳۴۰ متر بالاتر از سطح دریا واقع شده‌است.